# پورت کانوی (ویرجینیا)
پورت کانوی (به انگلیسی: Port Conway) یک منطقهٔ مسکونی در ایالات متحده آمریکا است که در شهرستان کینگ جورج، ویرجینیا واقع شده‌است. پورت کانوی ۱۳٫۱۱ متر بالاتر از سطح دریا واقع شده‌است.